# Анджелини, Джозефина
Джозефина Анджелини (англ. Josephine Angelini, род. 1975, Ашленд, Массачусетс) — американская писательница, наиболее известна своим фантастическим романом-трилогией для юной аудитории «Звёздный крест».

## Биография
Анджелини родилась и выросла в Ашленде, штат Массачусетс, США. Она дочь фермера и младшая из восьми братьев и сестёр. Она окончила Школу искусств Тиш при Нью-Йоркском университете, а затем переехала в Лос-Анджелес, где живёт с мужем и дочерью.

## Произведения

### Трилогия «Звёздный крест»
- Starcrossed[англ.] (2011), HarperCollins. ISBN 978-0062012005[8]
- Dreamless (2012), HarperCollins. ISBN 978-0062012029[9]
- Goddess (2013), HarperCollins. ISBN 978-0062012043[10][11]

### Серия «Путешествующий по миру» (Worldwalker)
- Trial by Fire (2014), Macmillan Publishers. ISBN 978-1250068194[12][13][14]
- Firewalker (2015), Macmillan Publishers. ISBN 978-1250050908[15]
- Rowan (2015), Macmillan Publishers. ISBN 978-1250082329.
- Witch’s Pyre (2016), Macmillan Publishers. ISBN 978-1250050915.

### Отдельные романы
- Snow Lane (2018), Feiwel & Friends. ISBN 978-1250150929.
- What She Found in the Woods (2019), Macmillan Children’s Books[англ.]. ISBN 978-1529017717[16][17]